# British United Traction

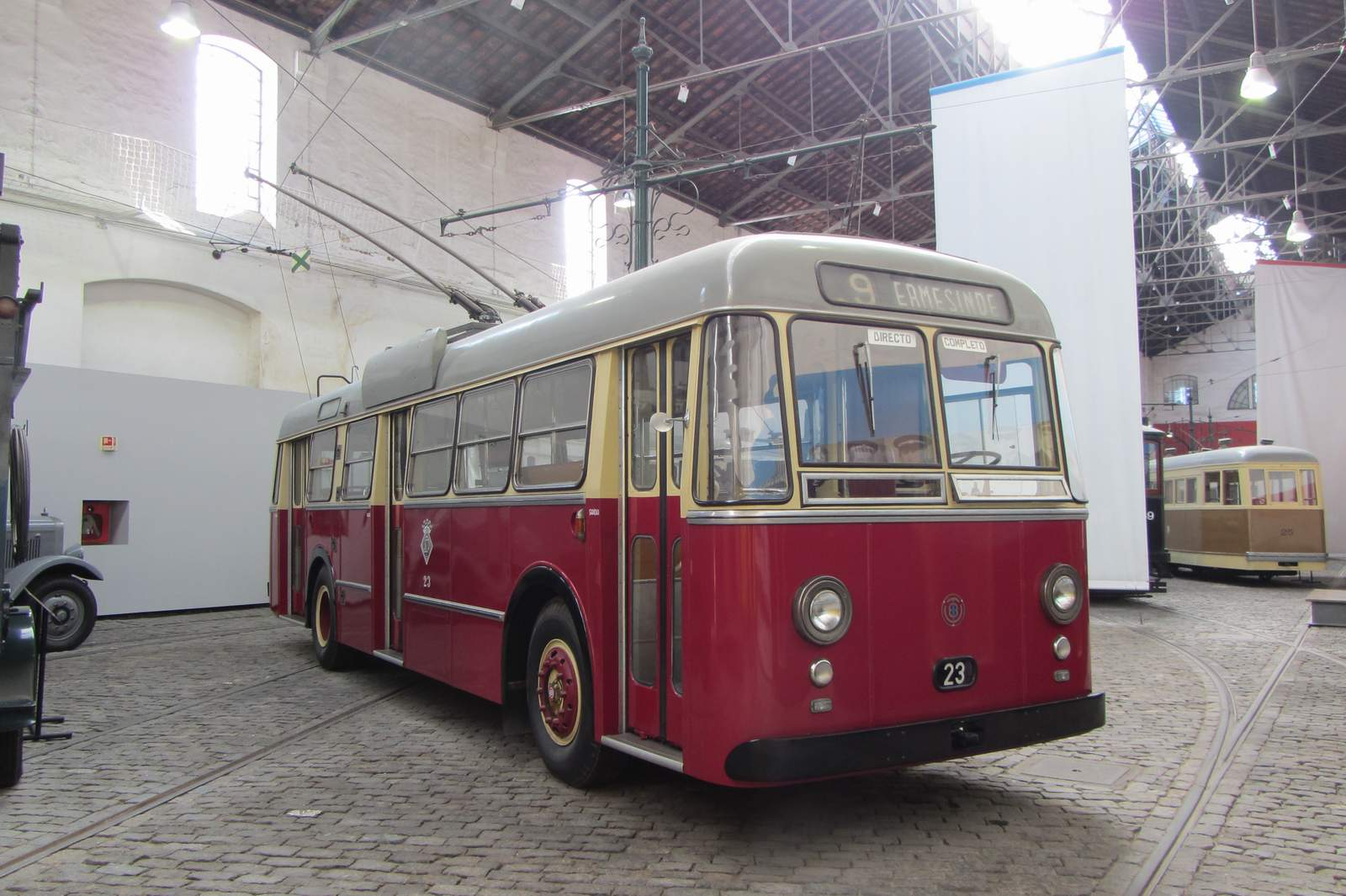
Trólebus BUT (STCP 101) no Museu do Carro Elétrico do Porto, Portugal.

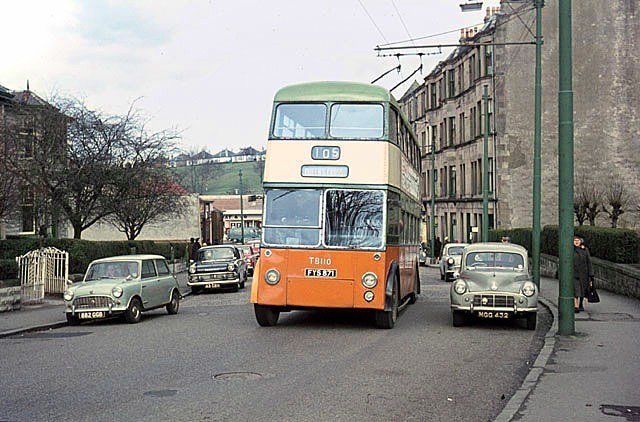
Trólebus BUT em Glasgow, Reino Unido.

British United Traction (“Tração Unida Britânica”; BUT) foi uma marca de manufatura ferro-rodoviária propriedade conjunta das empresas britânicas AEC e Leyland. Foi criada em 1946 e produzia equipamento ferroviário, incl. automotoras, e trólebus; foi extinta em 1964.
Entre muitos outros clientes, tanto domésticos como estrangeiros, destacam-se os Caminhos de Ferro Britânicos, e os STCP — para quem a BUT forneceu em 1959 a primeira frota de trólebus em Portugal.